# Bullarebygden

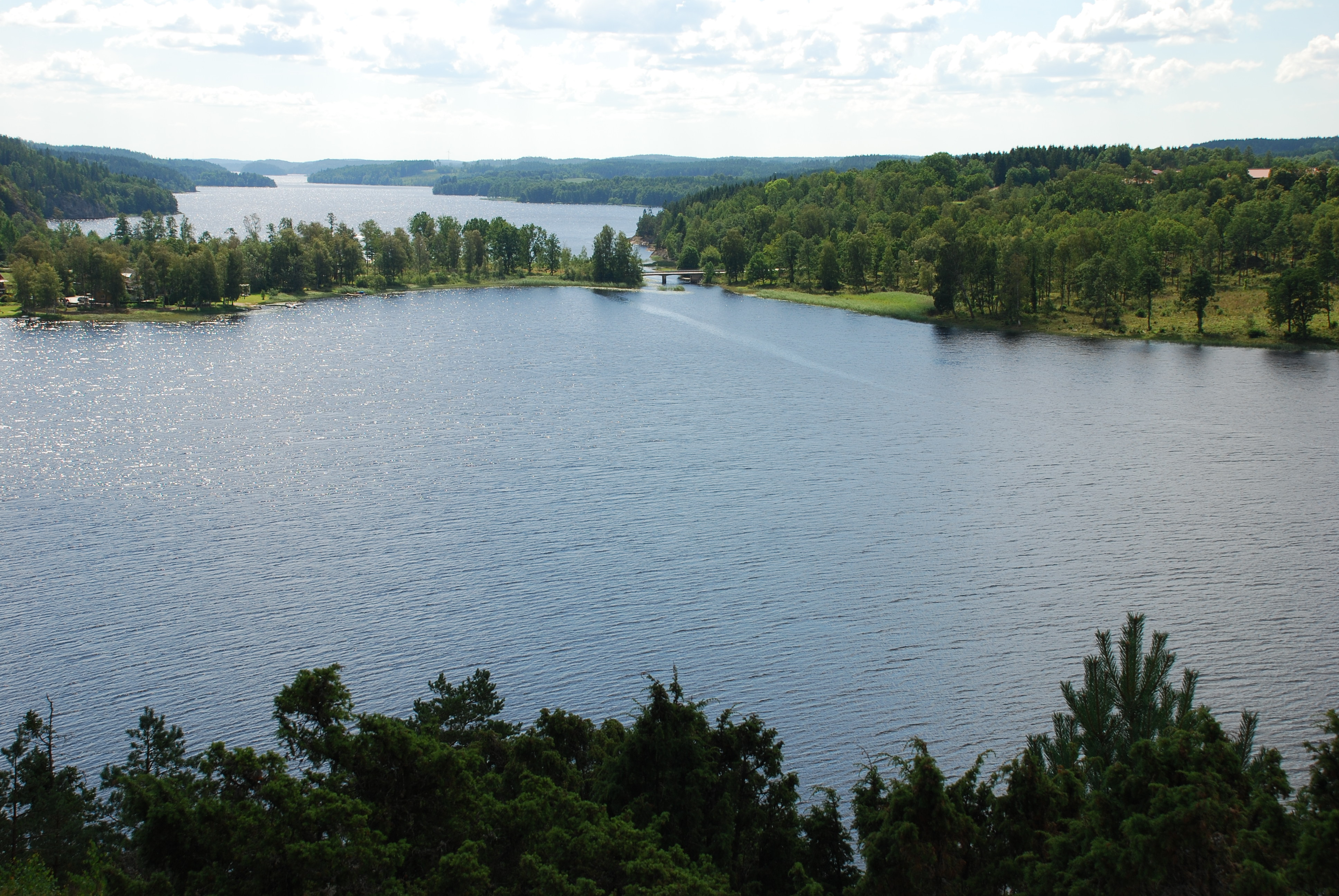
Södra Bullaresjön sedd från Olsborgs borgruin.

Bullarens härad i Bohuslän

Bullarebygden även kallad Bullaren är en bygd i norra Bohusläns inland. Den har utgjort såväl Bullarens härad som Bullarens kommun. Numera utgör den nordöstra delen av Tanums kommun. 
Bullarebygden är ett jord- och skogsbrukslandskap, som i nord-sydlig riktning genomlöps av de långsträckta Bullaresjöarna, till vars dalgång bebyggelsen är koncentrerad. I öster avgränsas bygden naturligt av Kynnefjäll från Sörbygden i Munkedals kommun, och av Kornsjöarna från Dalsland. I norr gränsar Bullaren till Norge, där Norra Bullaresjön rinner ut i Enningdalselva. Bygdens huvudort är Östad, som var tingsställe fram till 1903. En tidigare tingsplats har funnits i Tingvall några kilometer söderut.
Invånarna i Bullaren kallar sig själva för "Bullingar". Bland folket i bygden sägs det finnas olika krav på om man får kalla sig för "Bulling". Ett par exempel är att man skall ha haft anor i bygden i ett par generationer eller att man skall ha bott i bygden ett antal år. 
Under 30 år spelades lokalrevyn Bullingen i Bullarebygden.

## Administrativ historik
Bullarens härad bestod av socknarna, sedermera kommunerna, Naverstad och Mo. Häradet utgjorde fram till 1681 samt under perioderna 1802–1825 och 1860–1903 ett eget tingslag. 
Bullarens landskommun bildades vid kommunreformen 1952, genom att de bägge kommunerna i häradet slogs ihop. Den upphörde 1971 då den gick upp i Tanums kommun.

## Sevärdheter
Inlandslandskapet i Bullarebygden skiljer sig från och är mindre känt än övriga delar av Bohuslän.

### Bullarens hembygdsmuseum
Museet befinner sig i Östad och drivs av Bullarens hembygdsförening. Byggnaden byggdes 1868 och bedrevs som ett gästgiveri av Alexandra Johnson till sin död varpå hennes dotter Alma Holmdahl övertog rörelsen. År 1927 flyttades gästgiveriet till en annan fastighet. Museets samlingar är typiska bruksföremål som har donerats av bygdens folk.

### Drakstenen
I Esperöd, på Tegens mo, ligger drakstenen. Drakstenen är ett klippblock som är ett minnesmärke från istiden. Heden har tidigare varit odlad, och all den sten som fanns vid odlingen i den uppbrutna marken lades kring stenen och bildade ett röse.
Sägnen omtalar att vid den stora stenen låg en ofantlig drake, som när han kände sig törstig i solgasset där uppe på mon, slog stjärten om stenen och sträckte ut sig och ned till Busjön och drack. Efter att ha släckt törsten släpade han sig hem till stenen och tog varje gång med sig en sten från sjön och lade den vid den stora stenen, och det är på detta sätt röset så småningom kommit till. 

### Fagerhults kapell
Fagerhults kapell uppfördes 1919–1921 helt på frivillig väg av en kapellbyggnadsförening. Men först 1925 ägde invigningen rum.
Kapellet är uppfört i vitmålat trä efter ritningar av Albin och Carl Wilhelm Gustavsson i Borås. I öster ligger huvudingången, i väster finns koret och i söder finns en utbyggd sakristia. Byggnaden har ett mycket högt sadeltak och över västfasaden en takryttare med hög, smäcker spira. Interiören är enkel och vitmålad. Byggnaden var i dåligt skick då den renoverades i början av 1990-talet.

### Naverstads kyrka
Naverstads kyrka byggdes ursprungligen under 1100-talets senare hälft. Eftersom kor och långhus inte ligger i förband kan långhuset ha tillkommit senare än koret. Kyrkan har takmålningar från 1731 målade av Christian von Schönfeldt enligt ett kontrakt som hade tecknats redan 1728. Kyrkan är församlingskyrka för Naverstad-Mo församling sedan 2002.

### Naverstad gravfält
Strax norr om kyrkan finns ett stort gravfält från järnåldern med stenar och ett antal storhögar.

### Olsborg
Olsborg, eller Olofsborg, var en befästning på en brant klippa vid Södra Bullaresjön. 
Eventuellt kan platsen tidigt ha hyst en fornborg. Enligt den folkliga traditionen i bygden skall en borg ha anlagts på platsen av den norske kungen Olav den helige, men det finns inga belägg för detta.
Vad som är belagt är att en borg byggdes på platsen av väpnaren Nils Ragvaldsson på Åby (i nuvarande Sotenäs kommun) efter en svensk inbrytning i Viken (norra Bohuslän) 1503 eller 1504.
Befästningarna återuppbyggdes efter Sveriges inbrytning i Bohuslän i samband med oredan då danskarna avsatte kung Kristian II 1523. Norra Bohuslän styrdes åren 1523–1525 från Olsborg av Lars Siggesson (Sparre) och Ture Jönsson (Tre Rosor).

### Stensättningen Porsås kyrka
Porsås kyrka eller Helgedomen på Bufjäll är en fyrkantig stensättning med en avrättningsplats intill. I närområdet ligger 3 bronsåldersgravar. 

### Traktormuseum
På Sör Naverstad söder om Östad och väster om Naverstads kyrka finns en av Sveriges större samlingar av gamla traktorer med cirka 60 stycken tillverkade mellan 1935 och 1959. Här finns bland annat märken som Munktell, McCormick, Lanz Bulldog, Volvo och Fordson Major. Lars Magnusson som startade museet började sin samling 1987 när han skaffade sin första traktor, en Volvo Hesselman från 1946. 2016 sålde Lars Magnusson sina traktorer förutom två, men museiverksamheten fortsätter än idag.

### Älgafallet
Älgafallet (norska: Elgåfossen) är ett vattenfall som ligger i Tanums och Haldens kommuner och utgör gräns mellan Sverige och Norge. Vattenfallet är Bohusläns och Östfolds högsta oreglerade vattenfall med sina 46 meters fallhöjd. Vattenfallet är upplyst kvällstid av tre lampor med hjälp av solceller.
Förr fanns här en såg och en kvarn. Älgafallet ligger utefter Bohusleden och Kuststigen.

## Idrottsföreningar
- BGoIF - Bullarens Gymnastik och idrottsförening som bildades 1963 med bland annat fotboll, innebandy, bordtennis och skidträning inför Vasaloppet.

## Befolkningsutveckling
| Befolkningsutveckling i Bullarens Härad 1571-2020                                                                                            | Befolkningsutveckling i Bullarens Härad 1571-2020 | Befolkningsutveckling i Bullarens Härad 1571-2020 | Befolkningsutveckling i Bullarens Härad 1571-2020 | Befolkningsutveckling i Bullarens Härad 1571-2020 |
| --- | ------------------------------------------------- | ------------------------------------------------- | ------------------------------------------------- | ------------------------------------------------- |
| |                                                   |                                                   |                                                   |                                                   |
| År |                                                   |                                                   | Invånare                                          |                                                   |
| 1571 | 1571                                              |                                                   | 420                                               | 420                                               |
| 1620 | 1620                                              |                                                   | 747                                               | 747                                               |
| 1699 | 1699                                              |                                                   | 1 588                                             | 1 588                                             |
| 1718 | 1718                                              |                                                   | 1 537                                             | 1 537                                             |
| 1735 | 1735                                              |                                                   | 2 247                                             | 2 247                                             |
| 1751 | 1751                                              |                                                   | 2 225                                             | 2 225                                             |
| 1780 | 1780                                              |                                                   | 2 319                                             | 2 319                                             |
| 1805 | 1805                                              |                                                   | 2 306                                             | 2 306                                             |
| 1830 | 1830                                              |                                                   | 3 297                                             | 3 297                                             |
| 1865 | 1865                                              |                                                   | 5 247                                             | 5 247                                             |
| 1880 | 1880                                              |                                                   | 5 146                                             | 5 146                                             |
| 1900 | 1900                                              |                                                   | 4 147                                             | 4 147                                             |
| 1910 | 1910                                              |                                                   | 3 641                                             | 3 641                                             |
| 1920 | 1920                                              |                                                   | 3 441                                             | 3 441                                             |
| 1930 | 1930                                              |                                                   | 3 182                                             | 3 182                                             |
| 1940 | 1940                                              |                                                   | 3 044                                             | 3 044                                             |
| 1950 | 1950                                              |                                                   | 2 656                                             | 2 656                                             |
| 1960 | 1960                                              |                                                   | 2 291                                             | 2 291                                             |
| 1990 | 1990                                              |                                                   | 1 328                                             | 1 328                                             |
| 2000 | 2000                                              |                                                   | 1 209                                             | 1 209                                             |
| 2010 | 2010                                              |                                                   | 1 178                                             | 1 178                                             |
| 2020 | 2020                                              |                                                   | 1 155                                             | 1 155                                             |
| Källa: Andersson Palm, Lennart (2000). Folkmängden i Sveriges socknar och kommuner 1571-1997 Tanums Kommun - Befolkningsutveckling 1990-2020 |                                                   |                                                   |                                                   |                                                   |

I samband med de svenska jordreformerna under 1800-talet ökade folkmängden i Bullaren radikalt. Bygden nådde sin högsta siffra 1876 med 5265 personer. Därefter sjönk folkmängden, en bidragande orsak var den påbörjade emigrationen. Under 1800-talets senare hälft emigrerade flera personer i 16-26-årsåldern från Bullaren. Majoriteten av de som emigrerade var unga män som reste till USA i hopp om bättre ekonomiska möjligheter. Bullarebygdens folk har sedan länge haft en stor kärlek för sin födelsejord som väl har varit drivkraften till att bevara bygdens kultur. Cirka 20 % av de utvandrade flyttade sedan tillbaka till Bullaren. 

## Namnet
Det tidigaste kända formen av bygdens namn skrevs som Bordærnom år 1334. Förleden på namnet sägs betyda "bord", "brädd", "rand" eller "kant", medan efterleden antas vara ordet ærni som betyder "upphöjning", som troligen syftar på Bullaresjöns branta bergsstränder. Därmed kan det antas att bygdens namn betyder "kantupphöjning". 
Senare stavningar har varit:
- 1387: Bordhærnom
- 1390: Bordærne
- 1397: Borderne
- 1419: Bordernom
- 1444: Bordherna & Borderne
- 1519: Bråaderne
- 1527: Bolerna
- 1594: Boleren
- 1613: Boerlenn
- 1615: Bolæren
- 1616: Bolleren
- 1648: Bollerne, Bulleren
- 1665: Bulleren